# SN 2003ia
SN 2003ia – supernowa typu Ia odkryta 15 września 2003 roku w galaktyce NGC 6109. W momencie odkrycia miała maksymalną jasność 17,20m.